# 抜頭

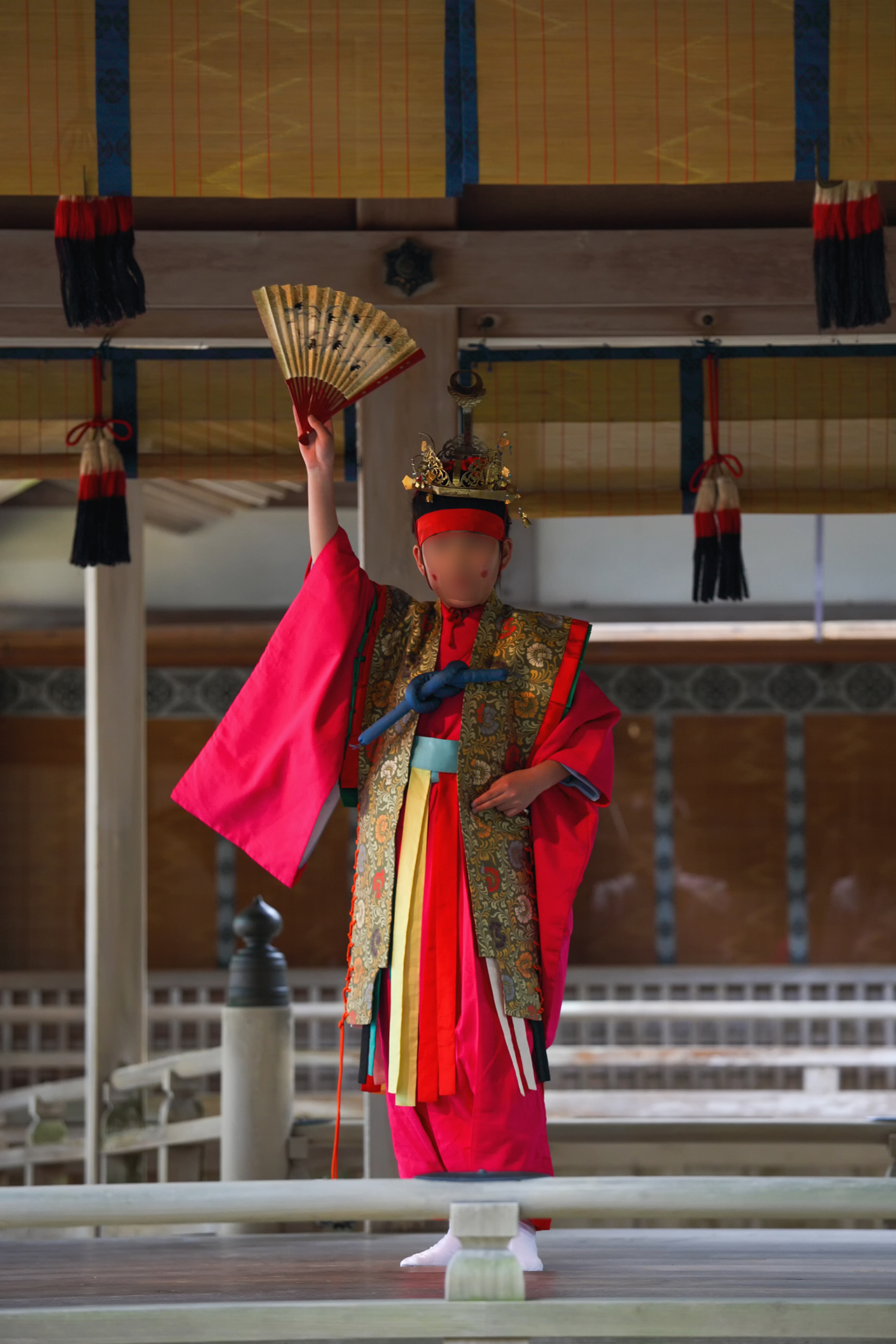
越後一宮彌彦神社の妻戸大神例祭（妃神例祭）に舞殿で奏される、舞楽「大々神楽」の「抜頭」（稚児舞一人）。重要無形民俗文化財に指定されている。

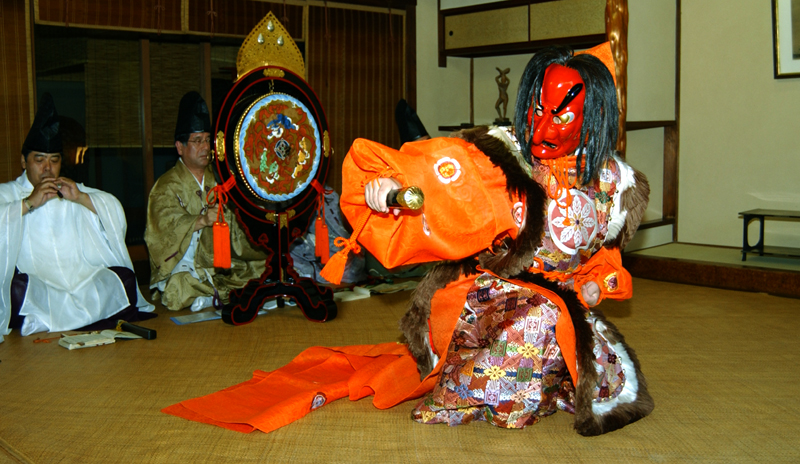
京都・先斗町にて

抜頭（ばとう）は、宗妃楽とも呼ばれる太食調の唐楽で雅楽の曲名の一つ。またその舞に使われる舞楽面。林邑八楽のひとつ。

## 概要
天平年間（729年-749年）頃に、林邑僧の仏哲が伝えたという。
管絃と舞楽があり、舞楽の場合の舞は長い髪が前に垂れ鼻の高い独特の面で舞う一人舞である。左方の舞楽の他、右方の舞楽の伴奏用にも用いられる。番舞としては還城楽とセットで用いられ、また童舞のバージョンも存在する。

## 起源
起源については、親を猛獣に殺された胡人（古代中国北方の野蛮人）の子が、猛獣を討ち歓喜する姿。嫉妬に狂った唐人の妃が髪を乱す姿。など諸説がある。曲名はインド語の「パルト」(格闘)に由来するという。

## 現存する面
- 瀬戸神社舞楽面抜頭　伝運慶作（重要文化財）